# تاريخ الفلبين (1945-1965)
تغطي هذه المقالة تاريخ الفلبين من الإقرار بالاستقلال عام 1946 وحتى نهاية فترة رئاسة ديوسدادو مكاباغل، والتي غطت معظم الجمهورية الثالثة للفلبين التي انتهت في 27 يناير 1973 مع الموافقة على دستور جمهورية الفلبين عام 1973.

## الإقرار بالاستقلال
منحت الولايات المتحدة الأمريكية الاستقلال للفلبين في 4 يوليو 1946. بالمطابقة مع مرسوم استقلال الفلبين (الذي يُعرف باسم «مرسوم تايدنغز-مكدافي»)، أصدر الرئيس هاري س. ترومان الإعلان رقم 2695 في 4 يوليو 1946 الذي يقر بشكل رسمي باستقلال الفلبين.
في ذات اليوم، وقّع ممثلو الولايات المتحدة الأمريكية وجمهورية الفلبين معاهدة العلاقات العامة بين الحكومتين. نصت المعاهدة على الاعتراف باستقلال جمهورية الفلبين اعتبارًا من 4 يوليو 1946، والتخلي عن السيادة الأمريكية على جزر الفلبين.
أبقت الولايات المتحدة على العشرات من القواعد العسكرية، من ضمنها بعض القواعد الكبرى. بالإضافة إلى هذا، فقد أُقرَّ الاستقلال بتشريع من الكونغرس الأمريكي. على سبيل المثال، يوفر مرسوم بيل التجاري آلية يمكن بموجبها تحديد حصص الاستيراد الأمريكية على السلع الفلبينية التي «تنافس، أو من المحتمل أن تنافس، بشكل جوهري السلع المماثلة من إنتاج الولايات المتحدة». وهو يُلزم أيضًا بمنح مواطني الولايات المتحدة والشركات على حد سواء إمكانية الوصول إلى المواد والغابات والموارد الطبيعية الفلبينية الأخرى. في جلسات استماع أمام لجنة التمويل في مجلس الشيوخ، وصف مساعد وزير الخارجية للشؤون الاقتصادية، ويليام كلايتون، القانون بأنه «لا يتماشى بشكل واضح مع السياسة الاقتصادية الخارجية الأساسية لهذا البلد»، و«لا يتفق بوضوح مع وعدنا بمنح الفلبين استقلالًا حقيقيًا».
لم تملك الحكومة الفلبينية خيارًا سوى قبول هذه الشروط بغية الاستقلال. كان الكونغرس الأمريكي يهدد بحجز أموال إعادة الإعمار ما بعد الحرب العالمية الثانية ما لم تُقرّ الفلبين قانون بيل. أُجبر الكونغرس الفلبيني على ذلك في 2 يوليو 1946.
بعد الاستقلال، واصلت الولايات المتحدة توجيه البلاد عبر عملاء وكالة الاستخبارات المركزية، أمثال إدوارد لاندسدل. كما لاحظ ريموند بونر والعديد من المؤرخين، فإن لاندسل تحكم بمهمة الرئيس رامون ماغسايساي، وذهب بعيدًا لحد ضربه جسديًا حين ألقى الرئيس الفلبيني خطابًا كتبه فلبيني قال فيه أن العملاء الأمريكيين خدروا الرئيس الحالي وناقشوا اغتيال السيناتور كلارو ريكتو. وصف المؤرخ الفلبيني البارز رونالد ج. سيمبولان وكالة الاستخبارات المركزية الأمريكية أنها «جهاز سري للإمبريالية الأمريكية في الفلبين».

### تغيير عيد الاستقلال
تحتفل الفلبين حاليًا بعيد استقلالها في 20 مايو، وهو ذكرى إعلان إيميلو أوغوينالدو الاستقلال عن إسبانيا عام 1898. لم يُعترف بهذا الإعلان من قِبل الولايات المتحدة التي -بعد هزيمة الإسبان في معركة خليج مانيلا باي في مايو من ذلك العام- استحوذت على الجزر الفلبينية عن طريق معاهدة باريس التي أنهت الحرب الإسبانية-الأمريكية.
منذ عام 1946 وحتى 1961، احتفلت الفلبين بعيد الاستقلال في 4 يوليو. في 12 مايو 1962، أصدر الرئيس مكاباغل البيان رقم 28 الذي يعلن أن يوم 12 يونيو 1962 هو عطلة عامة استثنائية في كامل الفلبين. في عام 1964، غيّر المرسوم الجمهوري رقم. 4166 تاريخ عيد الاستقلال من 4 يوليو إلى 12 يونيو، وغيّر اسم عطلة 4 يونيو إلى عيد الجمهورية الفلبينية.

## فترة روكساس (1946-1948)
حين عُقد اجتماع الكونغرس عام 1945، اختار المشرّعون الذين انُتخبوا عام 1941 مانويل روكساس كرئيس لمجلس الشيوخ، في الانتخابات الوطنية الفلبينية لعام 1946، ترشح روكساس لمنصب الرئيس كمرشح الجناح الليبرالي لحزب ناسيوناليستا. حصل على دعم قوي من الجنرال مكارثر. كان منافسه هو سيرجيو أوسمينو، الذي رفض الحملة، قائلًا إن الشعب الفلبيني يعرف سمعته. فاز روكساس بنسبة 54 بالمئة في انتخابات 23 أبريل 1946، وفاز الحزب الليبرالي بأغلبية في المجلس التشريعي. أصبح روكساس أول رئيس للجمهورية الجديدة منذ استقلت الفلبين عن الولايات المتحدة في 4 يوليو 1946.
على الرغم أن روكساس كان ناجحًا في استعادة الأموال من الولايات المتحدة بعد الاستقلال، أُجبر على القبول بوجود قواعد عسكرية أمريكية (23 منها من المخطط أن تبقى 99 عامًا)، وبالقيود التجارية المفروضة على المواطنين الفلبينيين، والامتيازات الخاصة لأصحاب العقارات والمستثمرين الأمريكيين. لُطخت فترة حكمه بالابتزاز والفساد؛ علاوة على ذلك، ساهمت انتهاكات الشرطة العسكرية الإقليمية في ظهور حركة هوكبالاه اليسارية في الريف. أدت محاولاته القاسية لسحق حركة الهوكبالاه إلى استياء الفلاحين على نطاق واسع.
لم يمكث روكساس طويلًا في منصبه، إذ تعرض لنوبة قلبية أثناء خطابه في قاعدة كلارك الجوية في 25 أبريل 1948، وقد جاء بعده نائبه إلبيدو كويرينو.

### فترة كويرينو (1948-1953)
تولّى كويرينو الرئاسة في 17 أبريل 1948، مؤديًا اليمين الدستورية بعد يومين من وفاة الرئيس روكساس. في 1949، هاجم رئيس فترة الحرب، جوزيه ب. لوريل، من حزب ناسيوناليستا، الرئيس كويرينو فيما وصفه بممارسة الديمقراطية بالفساد والرشوة. على الرغم أن المؤرخين بشكل عام أقروا بانتخاب لوريل، فإنه رفض تحدي إعلان فوز كويرينو بالقوة.
في حين كان كويرينو مُطلّقًا، فقد كانت لديه ابنة تخدم كمضيفة رسمية وتؤدي الوظائف المنسوبة تقليديًا إلى السيدة الأولى.
واجهت فترة حكم كويرينو تهديدًا حقيقيًا من حركة هوكبالاه الشيوعية. على الرغم أن الحركة كانت في الأصل ضد اليابانيين في لوزن، فقد سيطر الشيوعيون بثبات على القيادة، وعندما انهارت مفاوضات كويرينو مع قائد الحركة، لويس تارك، أعلن الأخير أنه شيوعي على الملأ ودعا للإطاحة بالحكومة.
بالرغم من مرضه، ترشح كويرينو لفترة رئاسية أخرى عام 1953، لكنه هُزَم هزيمةً ساحقة أمام رومان ماغسايساي.

## فترة ماغسايساي (1953-1957)
في انتخابات عام 1953، انُتخب ماغسايساي خلفًا للرئيس إلبيدو كويرينو، وقد أخفى ماغسايساي بالكاد المساعدة والأموال القادمة من المسؤولين الأمريكيين. أدى اليمين الدستورية مرتديًا بذلة بارونغ تاغالوغ، وهو أول رئيس فلبيني يفعل هذا الأمر.
بصفته رئيساُ، فقد كان صديقًا مقربًا وداعمًا للولايات المتحدة والمتحدث الرسمي ضد الشيوعية في الحرب الباردة. قاد تأسيس منظمة حلف جنوب شرق آسيا، التي تُعرف أيضًا باسم ميثاق مانيلا لعام 1954، والتي تهدف إلى هزيمة الحركات الشيوعية الماركسية في جنوب شرق آسيا وجنوب آسيا وجنوب غرب المحيط الهادي.
في 16 مارس 1957، غادر ماغسايساي مانيلا نحو مدينة سيبو حيث ألقى خطابًا في ثلاث مؤسسات تعليمية. في ذات الليلة، حوالي الساعة الواحدة فجرًا، استقل الطائرة الرئاسية «إم تي. بيناتوبو» من طراز سي-47، عائدًا نحو مانيلا. في ساعات الصباح المبكرة في 17 مارس، أُبلغ أن طائرته مفقودة. في وقت متأخر من ظهر ذات اليوم، ذكرت الصحف أن طائرته تحطمت في إم تي. مانوغوال في سيبو وأن المسافرين البالغ عددهم 25 أو 26 والطاقم الذين كانوا على متنها قد قُتلوا. لم ينجُ سوى الصحفي نيستور ماتا. تولى نائب الرئيس كارلوس ب. غاريسيا، الذي كان في زيارة رسمية إلى أستراليا في ذلك الوقت، الرئاسة لقضاء الأشهر الثمانية الأخيرة من ولاية ماغسايساي.
حضر نحو مليوني شخص دفن ماغسايساي في 22 مارس 1957.

## فترة غاريسيا (1957-1961)
تولى غاريسيا الرئاسة بعد وفاة رومان ماغسايساي في تحطم الطائرة في 17 مارس 1957، وقد انتُخب لاحقًا في ذات العام في انتخابات عام 1957 لولاية كاملة.
خلال فترة حكمه، عمل وفقًا لاتفاقية بوهلن-سيرانو التي قلصت مدة عقد القواعد الأمريكية في الفلبين من 99 إلى 25 عامًا فقط وجعله قابل للتجديد كل خمس سنوات.
اشتُهر لمارسته «السياسة الفلبينية الأولى» خلال فترة حكمه. تفصل هذه السياسة بشدة رجال الأعمال الفلبينيين عن المستثمرين الأجانب. كان مسؤولًا أيضًا عن التغييرات في تجارة التجزئة والتي أثرت بشكل كبير على رجال الأعمال الصينيين في البلاد. وقدم أيضًا برنامجًا يركز على التوفير.
في نهاية ولايته الثانية، ترشح للرئاسة من جديد في انتخابات عام 1961 في نوفمبر 1961، لكنه خسر لصالح ديوسدادو مكاباغل، الذي كان نائبه، لكنه ينتمي إلى الحزب الليبرالي المعارض – في الفلبين، يُنتخب كل من الرئيس ونائب الرئيس بشكل مستقل.

## فترة مكاباغل (1961-1965)
في الانتخابات الرئاسية لعام 1961، فاز مكاباغل على غاريسيا بنسبة 55% إلى 45%. سعيًا نحو التنمية الاقتصادية، أخذ مكاباغل نصيحة الداعمين وسمح للبيزو الفلبيني أن يطفو في سوق العملات الحرة. عُرقلت جهوده بوساطة أعضاء ناسيوناليستا الذين هيمنوا على مجلس النواب ومجلس الشيوخ في ذلك الوقت. على الرغم من ذلك، حققت رئاسته النمو والازدهار للدولة.
كان من ضمن أهم إنجازات مكاباغل كرئيس إلغاء برنامج الإيجار الزراعي وبرنامج إصلاح الأراضي المرافقة في مرسوم إصلاح الأراضي الزراعية عام 1963. غيّر أيضًا تاريخ الاحتفال بيوم الاستقلال الفلبيني من 4 يوليو إلى 12 يونيو، وكان التاريخ الأخير هو الذي أعلن فيه إيميلو   أوغوينالدو الاستقلال عن إسبانيا عم 1898. في وقت لاحق، أخبر مكاباغل المؤلف ستانلي كارنو أن سبب التغيير هو أن احتفالات السفارة الأمريكية تُزار أكثر من حفل الاستقبال الفلبيني في عيد الاستقلال الأمريكي في 4 يوليو.
خسر مكاباغل حين ترشح من جديد في انتخابات عام 1965 أمام رئيس مجلس الشيوخ فريدينايد ماركوس، وهو حليف سابق للحزب الليبرالي الذي انشق عن حزب ناسيوناليستا ليتحدى الرئيس.